# 奥勒·埃纳尔·比约恩达伦
奥勒·埃纳尔·比约恩达伦（挪威語：Ole Einar Bjørndalen，1974年1月27日—），前挪威滑雪运动员，曾被誉为“雪上天王”。他擅长冬季两项和越野滑雪，在奥运会、世锦赛和世界杯中都有过多项斩获，他擁有13枚冬季奧運會獎牌，僅次於贏得15面獎牌的玛丽特·比约根成為冬季奧運會中最成功的運動員之一。他也是冬季兩項世界錦標賽歷史上最成功的冬季兩項運動員，贏得45枚獎牌，贏得95場世界盃冠軍，在冬季兩項世界盃巡迴賽的職業生涯勝利史上排名第一。他曾六度贏得世界盃總冠軍，分別是1997-98年、2002-03年、2004-05年、2005-06年、2007-08年和2008-09年。2002年曾获挪威最佳运动员称号。

## 職業生涯
16歲時，比約恩達倫離開家鄉前往耶盧的一所體育學院追求體育事業，最初他在越野滑雪和射擊兩項運動中接受訓練，儘管在那裡待了一年後，他決定專注於射擊。1993年，19歲的比約恩達倫在青年冬季兩項世界錦標賽（Junior Biathlon World Championships）上贏得4項金牌中的3項，隨後他被選為挪威代表參加1994年奧運會，在那屆比賽中比約恩達倫在衝刺項目中獲得第28名。
他曾六次贏得世界盃冠軍（1997-98、2002-03、2004-05、2005-06、2007-08和2008-09），六次獲得第二名（1996-97、1998-99、1999- 2000 年、2000–01、2003–04 和2006–07），以及第三次（2001–02）。 在他的第一個賽季（1992-93）中，他獲得第 62 名，之後的一個賽季，他獲得第 30 名，然後接下來的一個賽季，他獲得第四名。1995-96賽季，他跌至第九位，但在1996-97賽季獲得亞軍。1998年，24歲的他贏得世界盃團體賽冠軍，並在一個賽季內包辦冬季兩項三大賽事的冠軍——一枚世錦賽金牌、一枚奧運金牌和世界盃團體賽冠軍。接下來的三個賽季中獲得世界盃總成績第二名，並在2001-02 年獲得第三名。
比約恩達倫的世界盃個人賽登上頒獎台記錄是179次，其中95次獲得個人項目第一名，53次獲得第二名，31次獲得第三名。比約恩達倫在世界盃團體賽中取得1場勝利；在接力比賽中，比約恩達倫贏得37 場比賽，他還獲得21 個第二名和14 個第三名。他總共在世界盃接力賽中 72 次登上頒獎台。比約恩達倫曾 252 次登上冬季兩項世界盃領獎台，包括個人、團體和接力賽，並在越野滑雪世界盃中 5 次登上領獎台。比約恩達倫總共252次登上世界盃頒獎台。 當他在2009年2月獲得第87次世界盃比賽勝利時，他超越了英厄马尔·斯滕马克成為歷史上贏得世界盃次數最多的滑雪運動員。
比約恩達倫在以下賽季共九次贏得短距離賽世界盃冠軍：1994–1995、1996–1997、1997–1998、1999–2000、2000–01、2002–03、2004–05、2007–08和2008–09。比約恩達倫在以下賽季中也曾兩次名列短距離賽世界盃的第二名：2003–04和2005–06。比約恩達倫在追逐賽世界盃中共五次奪冠，分別是從1999年到1900年、2002–03、2005–06、2007–08和2008–09賽季。他曾在2000–01、2003–04、2004–05、2006–07賽季名列第二，在1996–97、1998–99和2001–02賽季分別名列第三。比約恩達倫在大項賽世界盃中共五次奪冠，分別是在2002–03、2004–05、2005–06、2006–07和2007–08賽季。他曾在2000–01、2003–04和2008–09名列第二。在1998–99賽季的大項賽世界盃中比約恩達倫名列第三。他也曾一次贏得個人賽世界盃，那是在2004–05賽季。比約恩達倫在1998–99、2000–01、2001–02和2005–06賽季中也曾四次名列第二。奧萊·埃納爾·比約恩達倫在1997–98賽季名列第三。他共贏得了20次冠軍，13次名列第二，五次名列第三。總體而言，他曾38次登上頒獎台。
比約恩達倫在以下賽季共11次贏得接力賽世界盃冠軍：1997–98、1999–00、2000–01、2001–02、2003–04、2004–05、2007–08、2009–10、2010–11、2015–16和2017–18。他在世界盃接力賽中六次名列第二：1996–97、2006–07、2008–09、2011–12、2012–13和2014–15。比約恩達倫也曾在1998–99和2002–03賽季中名列第三。總計他在世界盃接力賽中共19個賽季登上頒獎台。比約恩達倫四次贏得混合接力賽世界盃，分別是在2012–13、2013–14、2014–15和2015–16賽季。比約恩達倫（與挪威冬季兩項隊）共十次贏得國家盃，分別是在1998–99、2002–03、2003–04、2004–05、2007–08、2008–09、2010–11、2013–14、2014–15和2015–16賽季。比約恩達倫也曾五次名列國家盃第二，分別是在1999–00、2000–01、2001–02、2005–06和2012–13年。他曾三次在國家盃中名列第三，分別是在1996–97、1997–98和2006–07賽季。總計他在男子國家盃中有18次登上頒獎台。
他是唯一一位在單屆冬季奧運會（2002年鹽湖城奧運）中贏得所有冬季兩項賽事的運動員，包括短距離賽、追逐賽、個人賽和接力賽，後者與其他三名隊員一同取得。他是當屆奧運會中最成功的選手。這也使他成為第三位在一屆奧運會上贏得四枚金牌的冬季奧運選手，同時也是第一位在單屆奧運會上贏得超過兩枚金牌的冬季兩項賽選手。此外，他在前一年的鹽湖城奧運測試賽中贏得了全部三項比賽。他還在2005年的奧地利霍赫菲尔岑世界冬季兩項錦標賽和2009年的南韓平昌世界冬季兩項錦標賽上贏得了全部四項金牌。比約恩達倫的95次冬季兩項賽世界盃勝利和一次越野滑雪勝利，僅次於贡达·尼曼-施蒂内曼的98次世界盃勝利紀錄，後者是冬季運動運動員中最多勝利次數的紀錄保持者。

## 主要成绩

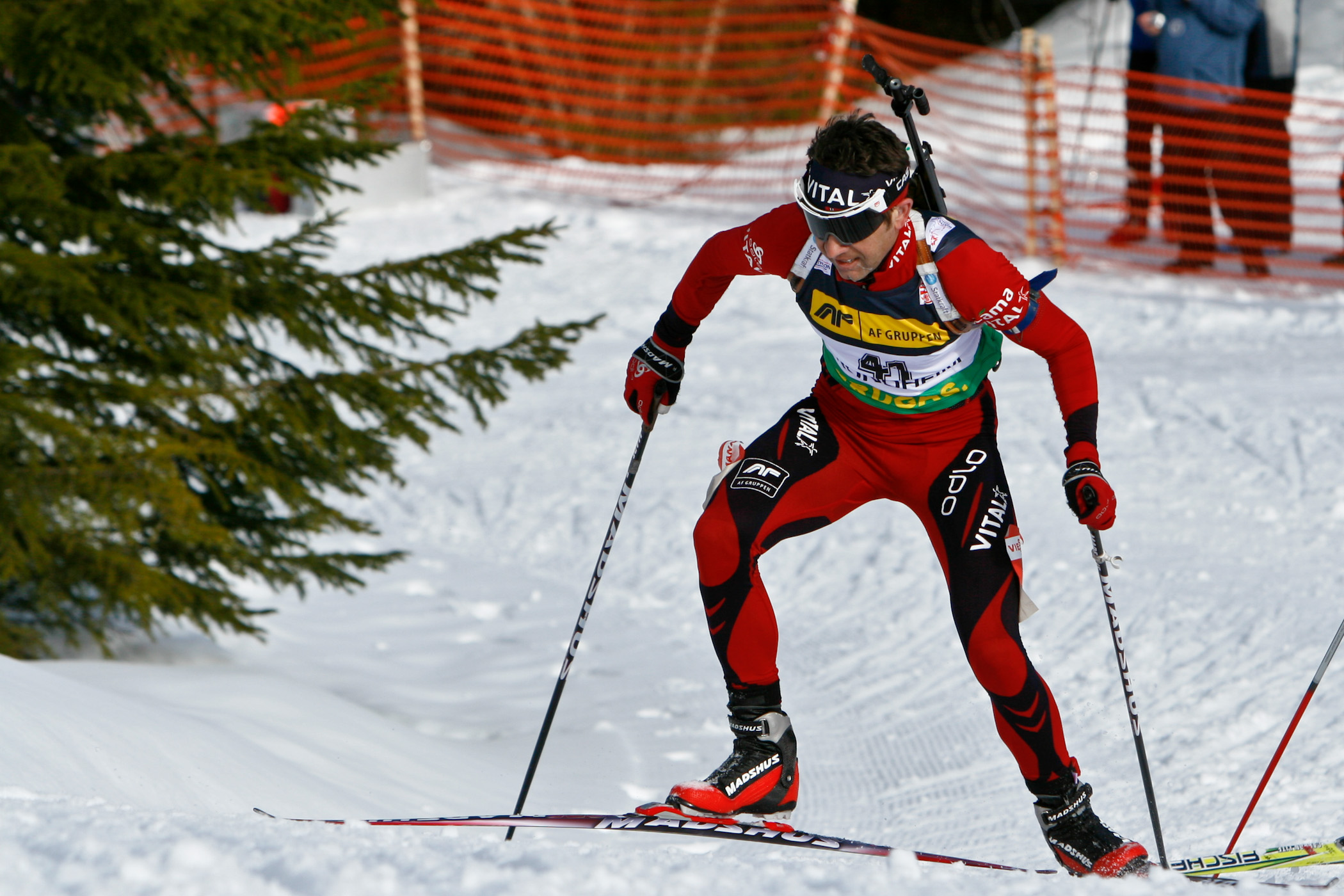
2009年3月

### 奥运会
| 赛事             | 个人   | 短跑   | 争先赛 | 集体出发 | 接力  | 混合接力 |
| ---------------- | ------ | ------ | ------ | -------- | ----- | -------- |
| 1994年利勒哈默尔 | 第36名 | 第28名 | —      | —        | 第7名 | —        |
| 1998年长野       | 第7名  | 金牌   | —      | —        | 银牌  | —        |
| 2002年盐湖城     | 金牌   | 金牌   | 金牌   | —        | 金牌  | —        |
| 2006年都灵       | 银牌   | 第11名 | 银牌   | 铜牌     | 第5名 | —        |
| 2010年温哥华     | 银牌   | 第17名 | 第7名  | 第27名   | 金牌  | —        |
| 2014年索契       | 第34名 | 金牌   | 第4名  | 第22名   |       | 金牌     |

### 世锦赛
| 赛事                   | 个人   | 短跑   | 争先赛 | 集体出发 | 接力  | 混合接力 |
| ---------------------- | ------ | ------ | ------ | -------- | ----- | -------- |
| 1994 坎莫爾            | —      | —      | —      | —        | 第4名 | —        |
| 1995 安特霍爾茲        | 第12名 | 第4名  | —      | —        | 第5名 | —        |
| 1996 魯波爾丁          | 第19名 | 第6名  | —      | —        | 第4名 | —        |
| 1997 布雷茲諾-奧斯布利 | 第6名  | 第9名  | 铜牌   | —        | 银牌  | —        |
| 1998 波克柳卡          | —      | —      | 银牌   | —        | 金牌  | —        |
| 1999 康蒂奧拉赫蒂      | 第4名  | 第19名 | 第5名  | 铜牌     | 铜牌  | —        |
| 2000 奧斯陸            | 第20名 | 第5名  | 第4名  | 铜牌     | 银牌  | —        |
| 2001 波克柳卡          | 第10名 | 第19名 | 第4名  | 银牌     | 铜牌  | —        |
| 2002 奧斯陸            | —      | —      | —      | 第7名    | —     | —        |
| 2003 漢特-曼西斯克     | 第30名 | 金牌   | 第8名  | 金牌     | 第4名 | —        |
| 2004 奧伯霍夫          | 铜牌   | 铜牌   | 铜牌   | 第7名    | 银牌  | —        |
| 2005 霍赫菲爾岑        | 第6名  | 金牌   | 金牌   | 金牌     | 金牌  | —        |
| 2006 波克柳卡          | —      | —      | —      | —        | —     | 银牌     |
| 2007 安特霍爾茲        | 第32名 | 金牌   | 金牌   | 第4名    | 银牌  | —        |
| 2008 厄斯特松德        | 银牌   | 铜牌   | 金牌   | 银牌     | 银牌  | —        |
| 2009 平昌              | 金牌   | 金牌   | 金牌   | 第4名    | 金牌  | 第4名    |
| 2010 漢特-曼西斯克     | —      | —      | —      | —        | —     | 银牌     |
| 2011 漢特-曼西斯克     | 第6名  | 第22名 | 第24名 | 第6名    | 金牌  | 金牌     |
| 2012 魯波爾丁          | 第47名 | 第20名 | 第14名 | 第8名    | 金牌  | 金牌     |
| 2013 新梅斯托          | 第25名 | 第4名  | 第10名 | 第24名   | 金牌  | —        |